# Ударник (Каргапольский район)
Ударник — деревня в Каргапольском районе Курганской области. Входит в состав Майского сельсовета.

## История
Деревня возникла как одно из отделений Каргапольского зерносовхоза.

## Население
| 1989 | 2002 | 2010 |
| ---- | ---- | ---- |
| 235  | ↘184 | ↘96  |